# Спящая красавица
«Спя́щая краса́вица» (Царевна-шиповник, Красавица, спящая в лесу, фр. La Belle au bois dormant, англ. The Sleeping Beauty, нем. Dornröschen) — традиционная европейская сказка. Хрестоматийным стал вариант сказки, который опубликовал в 1697 году Шарль Перро. Известна также редакция сказки братьев Гримм.
По классификации Аарне-Томпсона этот сюжет имеет номер 410 и относится к сказкам, сюжет которых построен на сверхъестественных родственниках (жена короля, мачеха главной героини).
К данной сказке есть много картин, балетов, фильмов.

## Сюжет
У короля и королевы родилась долгожданная дочь, и они приглашают на пир всех фей королевства, кроме одной — потому что она уже полвека не покидает свою башню, и все решили, что она умерла. В самый разгар пира по поводу крестин является неприглашённая фея, с которой, как ей показалось, обходятся неучтиво, потому что для неё не хватает драгоценного столового прибора. После того как все феи, кроме неприглашённой и ещё одной, которая предусмотрительно решает оставить за собой последнее слово, одаривают принцессу волшебными дарами, старая фея Карабос произносит своё злое пророчество: принцесса уколет палец о веретено — и умрёт. Последняя фея смягчает приговор: «Да, принцесса уколет палец о веретено, но уснёт ровно на 100 лет» (в оригинальной версии Перро о принце речь не идёт). Король издаёт указ сжечь все прялки и веретёна, но тщетно: спустя 16 лет принцесса находит в башне загородного замка старушку, которая ничего не слышала о королевском указе и прядёт кудель. Принцесса уколола палец о веретено и падает замертво. Пробудить её уже невозможно. Появляется фея, смягчившая заклятье, и просит короля и королеву покинуть замок (в некоторых версиях, придуманных разными авторами, фея усыпляет короля с королевой наравне с остальными). Тем временем она погружает замок в вековой сон, и вокруг него вырастает непроходимый лес — чтобы никто не проник в замок до срока. Проходит 100 лет, появляется принц, проникает в замок — и принцесса пробуждается (никакого поцелуя нет, она пробудилась только потому, что пришло время чарам отступить).
Некоторые фольклористы прошлого предполагали, что в сюжете о тринадцатой фее нашла отражение смена лунной календарной системы (в которой год состоит из тринадцати месяцев) на двенадцатимесячную солнечную. Сегодня эта точка зрения считается устаревшей.

## Балеты

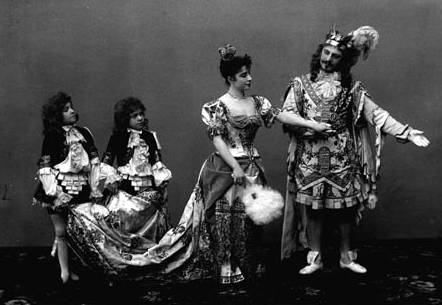
Павел Гердт и Карлотта Брианца в первой постановке балета, 1890

- «Спящая красавица» — La Belle au bois dormant — балет композитора Ф.Герольда по либретто Эжена Скриба, балетмейстер Ж.-П.Омер, премьера: Государственная Парижская Опера, 27 августа 1829
- «Спящая красавица» — балет П. И. Чайковского на либретто И. Всеволожского и Мариуса Петипа. Написан в 1889, а представлен публике в 1890 году.

## Кинематограф
- В 1930 году советский режиссёр Сергей Васильев поставил фильм «Спящая красавица».
- 29 января 1959 года состоялась премьера мультфильма студии Уолта Диснея «Спящая красавица».
- В 1983 году вышла венгерская сказка «Бал сказок» по мотивам известных сказок, основная тема — пробуждение Спящей красавицы.
- Советский телевизионный фильм 1984 года «Сказки старого волшебника» снят по мотивам сказок Шарля Перро, в том числе «Спящей красавицы».
- В 2008 году появился ирландский компьютерный мультфильм «Спящая красавица бабушки О’Гримм». В 2010 году он номинировался на «Оскар», но не получил его.
- Сюжет «Спящей красавицы» был иронически переосмыслен в фильме Педро Альмодовара «Поговори с ней» (2002).
- Персонаж Спящая царевна является основным в советском фильме «Поляна сказок» (1988).
- Спящая красавица появляется во втором сезоне телесериала «Однажды в сказке» в исполнении Сары Болгер.
- 29 мая 2014 года в прокат вышел фильм «Малефисента», основанный на классической истории о Спящей красавице (2014).
- В медиафраншизе Ever After High среди прочих персонажей есть дочь Спящей красавицы — Брайар Бьюти (англ. Briar Beauty).

## Изобразительное искусство
Гюстав Доре создал серию из шести гравюр на тему сказки

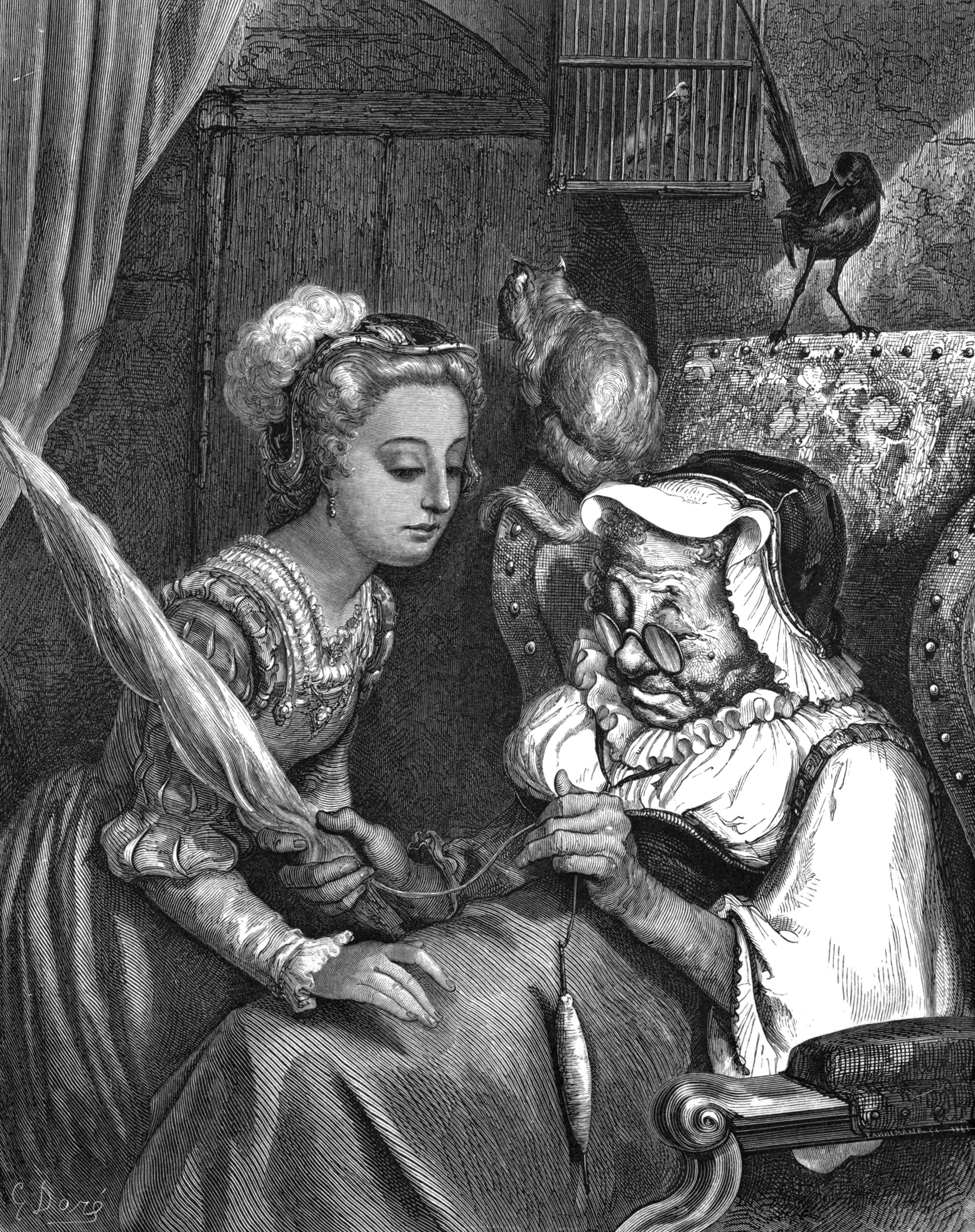
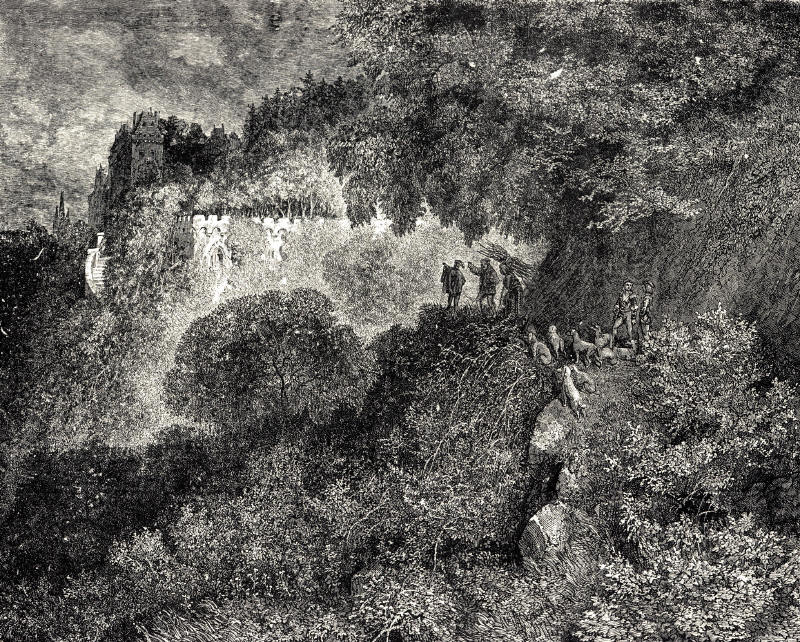
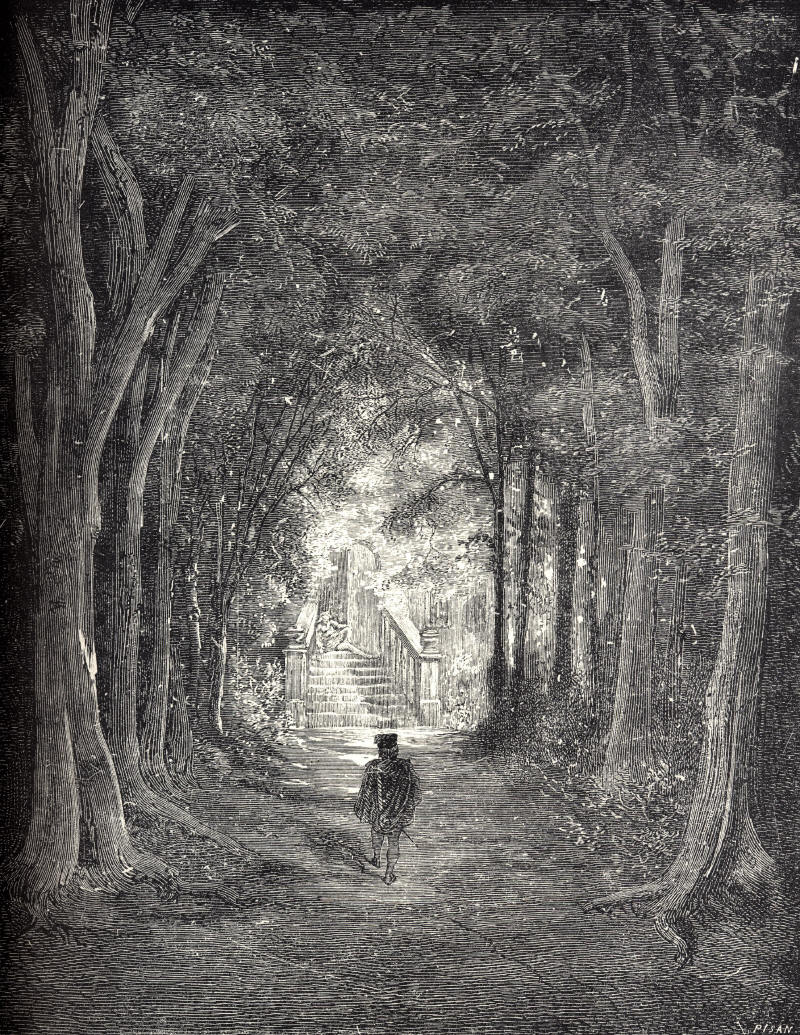
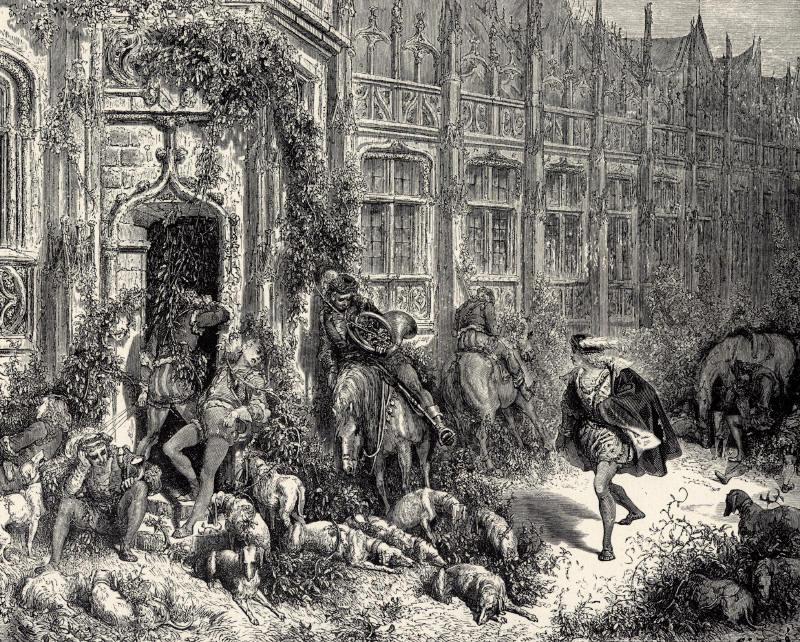
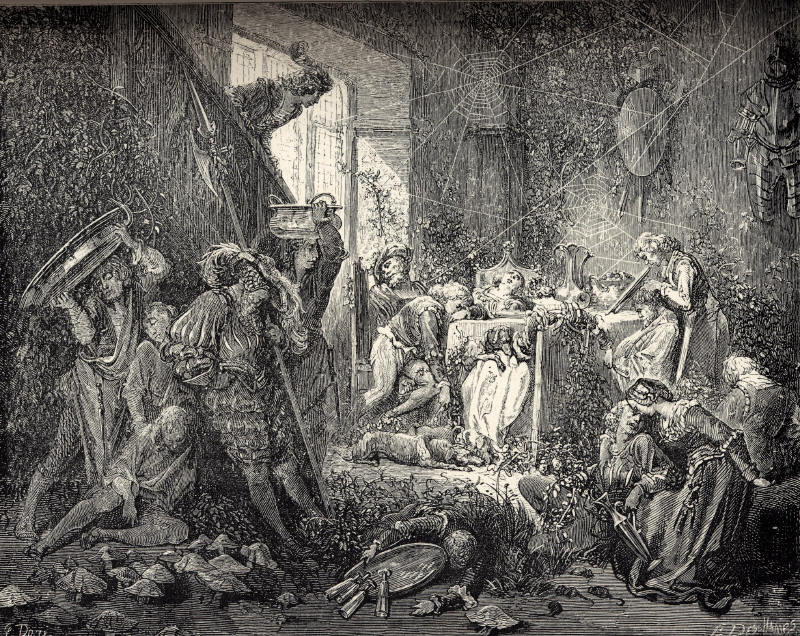
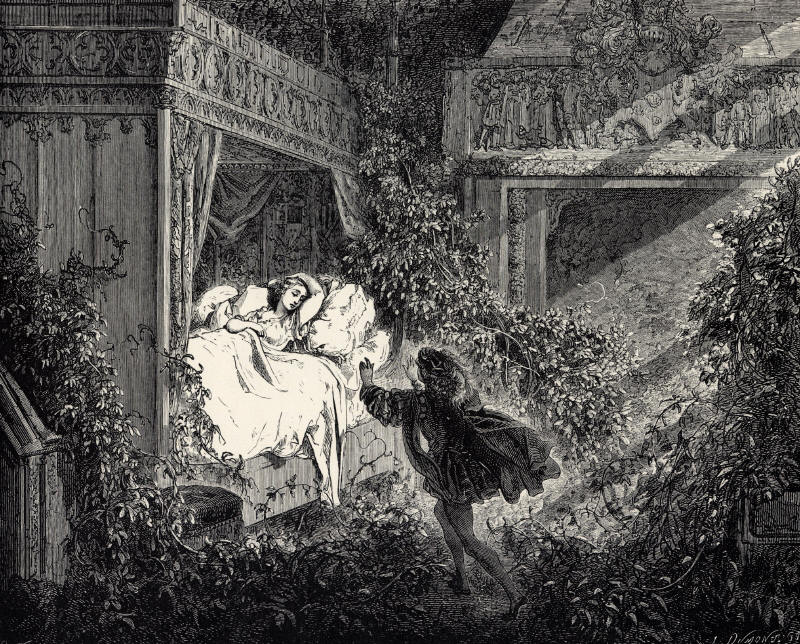

Ряд художников также использовали сюжет сказки на своих полотнах.

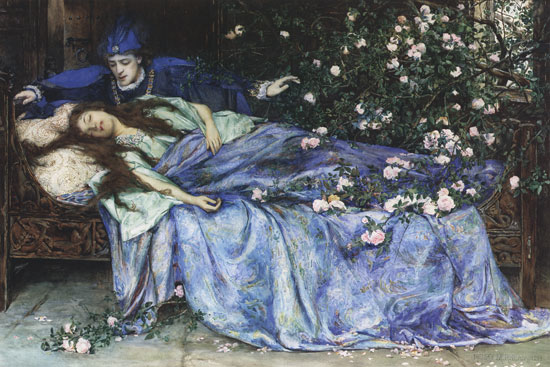
Генри Мейнелл Рим «Спящая красавица» (1899)
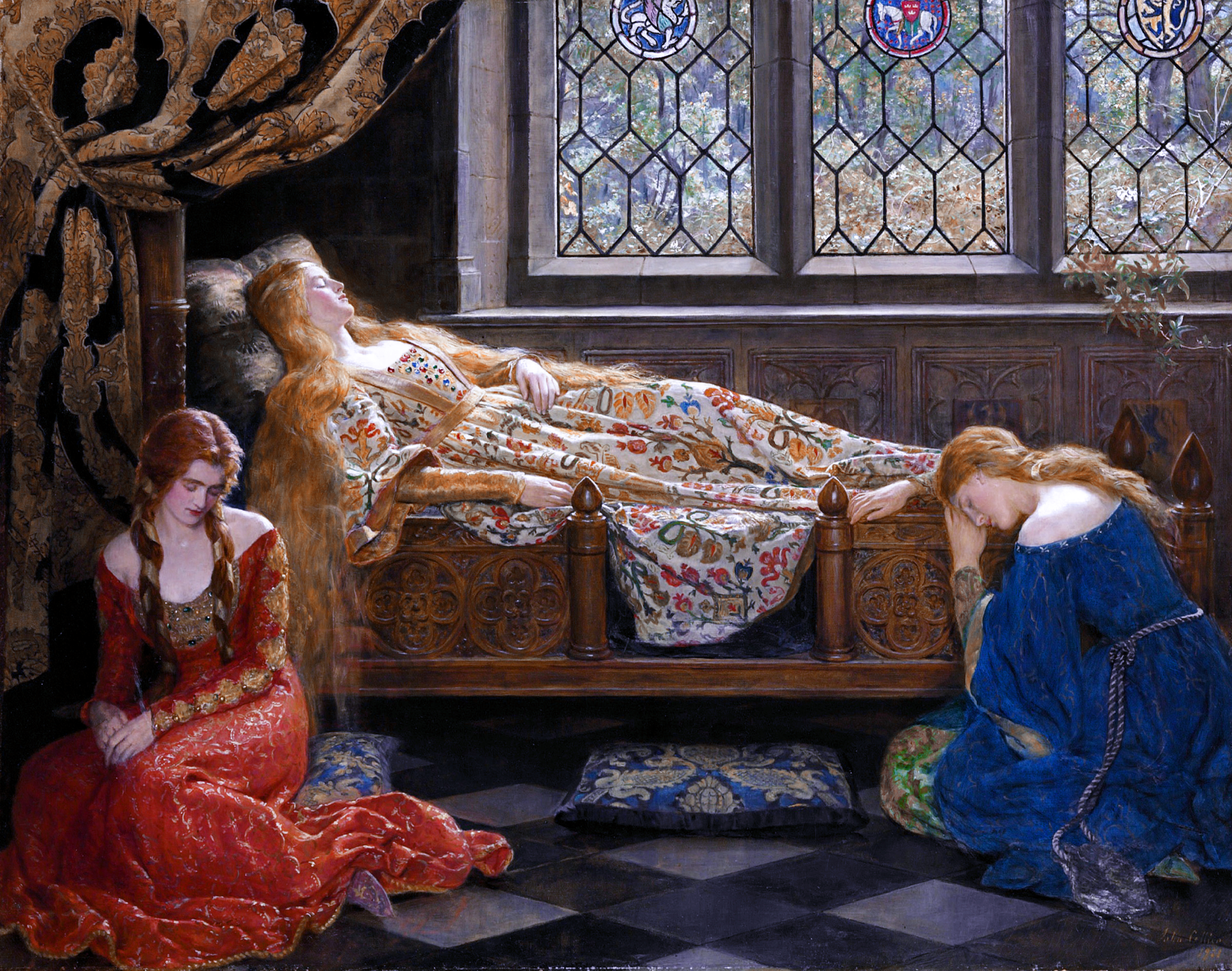
Джон Кольер «Спящая красавица» (1921)
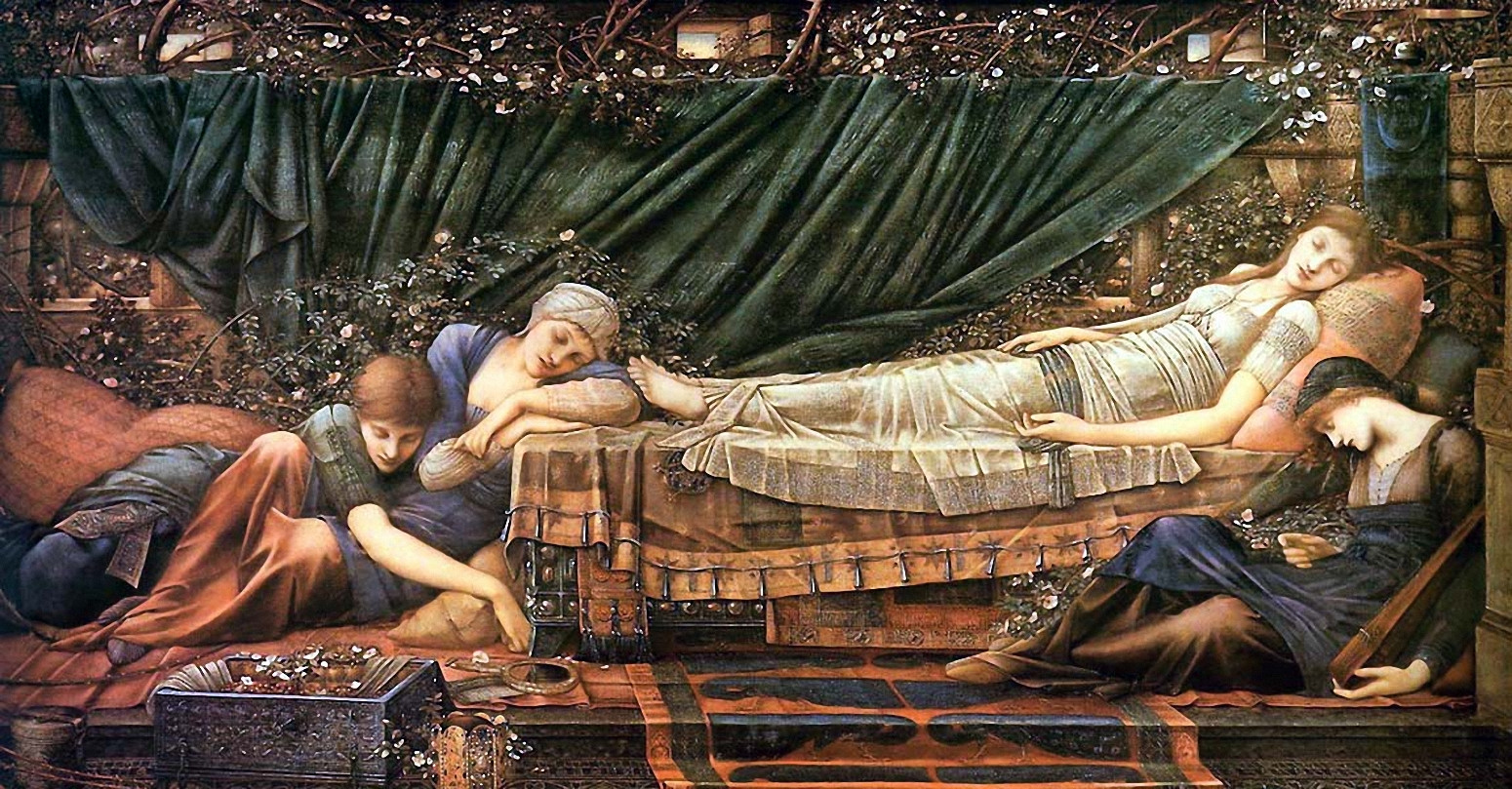
Эдвард Коли Бёрн-Джонс«Розовая Беседка» (1890)

## Филателия
Почтовое ведомство ФРГ выпускало «сказочные» серии марок с 1959 по 1967 год, начав с одиночной марки, посвящённой столетию со дня смерти Вильгельма Гримма. «Спящая красавица» была удостоена отдельного выпуска в 1964 году. Выпуск отражал четыре основных мотива изображаемой сказки. Эти марки были почтово-благотворительными: помимо номинальной стоимости 10, 20 и до 50 пфеннигов, покупатели дополнительно платили ещё 5−25 пфеннигов в фонд помощи нуждающимся детям.